# 神鉄本社ビル
神鉄本社ビル（しんてつほんしゃビル）は、神戸電鉄グループの中核企業である神戸電鉄株式会社の本社ビルである。
所在地は神戸市兵庫区新開地1丁目3番24号。
1990年（平成2年）、神鉄建設工業株式会社の本社ビルとして建設された。2004年（平成16年）より神戸電鉄の本社ビルとして神鉄本社ビルの名称となった。
なお「神戸電鉄本社ビル」と呼称されることもあるが、神戸電鉄株式会社の定時株主総会招集通知には「神鉄本社ビル」と記載されている。

## 概要
神鉄エンタープライズの関連会社として建設業を手掛けてきた神鉄建設工業では、1989年（平成元年）2月28日に特定建設業への変更が許可され、建設6業種にわたって設計から施工・監理に至るまで一貫して自社で行える総合ゼネコンとなった。また、神鉄エンタープライズや神鉄住宅販売が分譲する北鈴蘭台住宅地内に初の自社マンションブランド「ベラジュール」が誕生したほか、神戸電鉄と共同開発を行っていた百合が丘第3次住宅地が、神鉄グループの北神急行電鉄開業によって活況を呈し始めていた。ときあたかもバブル景気で、神鉄グループ各社から大型の受注契約も舞い込んでおり、社業発展を期して本格的な本社ビルを建設する計画が持ち上がった。
1989年（平成元年）9月1日、橋本八三社長（当時）および神鉄グループ総帥の中田大三らの出席により着工式が執り行われた。本ビルの特徴はプレストレストコンクリート構造の採用によって大規模な無柱空間を演出したことで、地下1階・地上7階建ての延床面積2,806.9㎡。ビル内には社員食堂や喫茶室、和室、庭園などが設けられた。
1990年（平成2年）11月29日、約1年2ヶ月の歳月を費やし「神鉄建設工業ビル」は竣工した。同時に近隣にある神鉄観光の湊川営業所も街美装化の観点から外装のリニューアルが行われた。完工翌日の11月30日にはビルオープンのテープカットと、神鉄グループ各社首脳陣および建設業界首脳陣による披露パーティーが開催された。1階 - 4階には、神鉄建設工業の子会社と、神鉄設計・阪急電気工事・八千代電設・清田軌道工業・西松建設といった建設関係企業が入居し、4階の一部と5 - 7階に神鉄建設工業が入居した。
1998年（平成10年）に神鉄建設工業が神鉄建設に社名変更し「神鉄建設ビル」となっていたが、会社自体の活動休止や2004年（平成16年）7月20日より神戸電鉄の本社が本ビルに移転したことにより「神鉄本社ビル」に名称変更された。
ビル管理は系列会社の神鉄コミュニティサービスが行っている。

## 神戸電鉄本社の変遷
1926年（大正15年）3月26日設立時の本社は、神戸市生田区下山手通5丁目9番地であった。1927年（昭和2年）5月3日より神戸市生田区下山手通7丁目9番地に移転、1928年（昭和3年）11月3日からは神戸市兵庫区上沢通1丁目15番地に本社を置いていた。

### 神鉄ビルへの移転
1975年（昭和50年）7月4日に竣工した神鉄ビル（神戸市兵庫区大開通1丁目1番1号）に、同年7月1日から本社を移転した。地下2階から地上11階まで13フロアを有する当ビルのうち上層部を本社としていた。しかし阪神・淡路大震災の影響で神鉄ビルが使用不可能となった。

### SHビルへの移転
1995年（平成7年）5月1日よりSHビル（神戸市北区山田町下谷上字明田8番地の1）へ本社を移転した。現在は神鉄系の谷上保育園や神鉄コミュニティサービスが入居している。

### 神鉄建設ビルへの移転
2004年（平成16年）7月20日より神鉄建設ビルへ本社を移転した。同時に「神鉄本社ビル」へと改称している。